# 自画像 (ヴァン・ダイク、エルミタージュ美術館)
『自画像』（じがぞう, 露: Автопортрет, 英: Self-Portrait）は、バロック期のフランドルの巨匠アンソニー・ヴァン・ダイクが制作した自画像である。画家が1622-1623年にかけて数か月滞在していたローマで描かれたもので、画家の自画像中でも非常に優れている。かつてはピエール・クロザのコレクションにあったが、1772年に購入されて以来、サンクトペテルブルクのエルミタージュ美術館に所蔵されている。なお、同様のヴァン・ダイクの姿を表す、アルテ・ピナコテーク (ミュンヘン) 所蔵の『自画像』とメトロポリタン美術館 (ニューヨーク) 所蔵の『自画像』が本作よりもやや早い時期に制作されている。

## 作品
ヴァン・ダイクは生涯にわたって何点かの自画像を描いている。その数はレンブラントよりは少ないが、同時期のフランドルの画家ピーテル・パウル・ルーベンスやヤーコプ・ヨルダーンスよりははるかに多い。ヴァン・ダイクの肖像画は優美な趣味と貴族的な洗練性によって特徴づけられるが、彼の自画像も洗練された紳士についての個人的理想を反映している。彼をよく知っていたあるイタリア人によると、彼は「小柄だったが、その物腰は市民というより貴族を思わせ…いつも絹の服を着て、そのうえ帽子は羽根で飾り、肩から胸にかけて金の鎖をかけていた」。
画面のヴァン・ダイクはいくぶん女性的な顔立ちの、優雅で自信に満ちた若い貴族であり、そのさりげないポーズは明らかにほっそりとした手を誇示するためのものである。微かな笑みをたたえた風貌には、ヴァン・ダイク特有のもの憂げな雰囲気が漂っている。このイメージの上品さと貴族趣味は、絵画技法のたぐいまれな美しさとよく適合している。同時に、ヴァン・ダイクは、スケッチのみずみずしさをそのまま保つ術を心得ていた。
ヴァン・ダイクは、この自画像を今は失われているラファエロの『若い男性の肖像』に類似させている。ヴァン・ダイクはこのラファエロの作品をイタリアで見ており、それは彼が旅行中に制作したスケッチに明らかに示されている。本作のヴァン・ダイクのポーズ、空間におけるゆったリとした身体の捻り、誇らしげな態度、膨らんだ袖のある衣服の複雑なシルエット、そして何よりも手の優雅なジェスチャーはラファエロの作品に影響されているのである。
なお、この肖像画は、画家は職人ではなく芸術家であり、達人であり、美と調和の高みにある世界と心を通わせるという、いかにも17世紀らしい考え方も具体的に表現している。

## ギャラリー

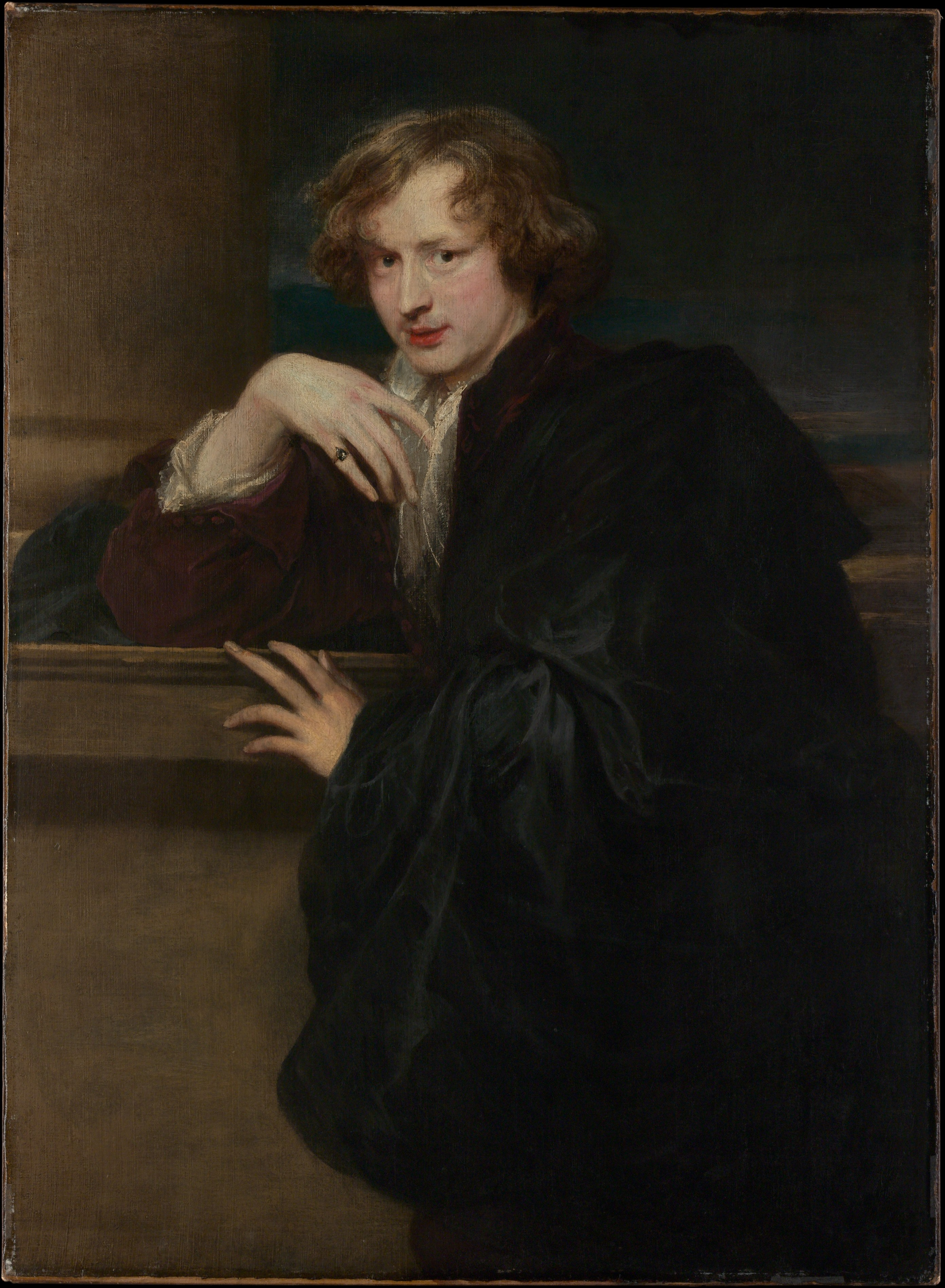
『自画像』 (1622年-1623年頃)、 メトロポリタン美術館 (ニューヨーク)
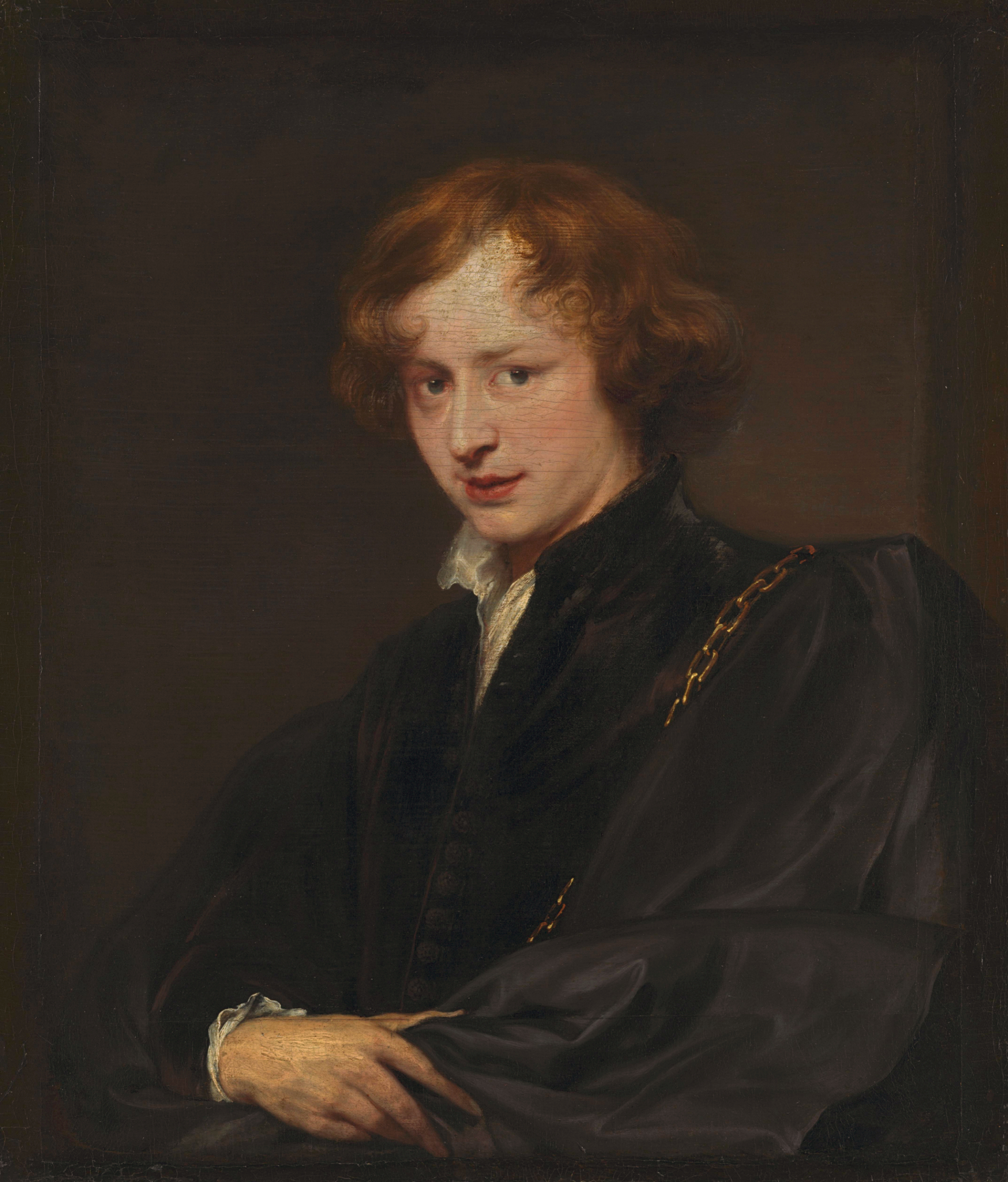
『自画像』 (1620年-1627年)、 アルテ・ピナコテーク (ミュンヘン)